# ジョニー志村
ジョニー志村（1972年〈昭和47年〉12月25日 - ）は、日本のものまねタレント。ツーフェイス・プロモーション所属。神奈川県出身。神奈川県立西湘高等学校、産能大学（現在の産業能率大学）卒業。本名は志村 序（しむら はじめ）、旧芸名はジョニー。

## 来歴
幼少期から口数の多い子供で、母親からは「あんたは口から生まれてきたのね」と言われるほど多かった。
小学校時代もおしゃべりで先生からしばしば注意されていたが、その割にテストの成績は良く、クラスでは学級委員や児童会なども務め、卒業時には学校生活に多大な貢献をした生徒として、町から表彰されたこともあった。
中学時代にはクラスの友達や先生のものまねをしてクラスを賑わせていた。テレビは『ものまね王座決定戦』が大好きで、コロッケや清水アキラがテレビでやったものまねを翌日クラスで披露していた。高校ではTHE BLUE HEARTSのコピーバンドでヴォーカルを担当していた。この頃はバンドブームの全盛期で、ものまねよりもロックアーティストへの憧れが強かった。大学時代はゼミやサークルの飲み会の集まりでものまねを披露し、Mr.Children、CHAGE and ASKA、長渕剛などを披露していた。
大学卒業後はバブル崩壊の煽りを受け、就職内定が決まっていた企業が倒産。しばらくはフリーターとして警備員やコンビニエンスストア、パブなどでアルバイトし、その頃出会った仕事仲間にもカラオケでものまねを披露していた。
28歳の時に他界した父親の後を継ぎ、知識無しで実家のスクーバダイビング店を経営していた。父の友人の手助けあって、4ヶ月間は経営を続けていたが、経営の継続に不安を感じ、同時期に真剣に将来のことを考え始めた結果店を閉じた。生前父親からは「お前はお前の好きなことをやれ」と言われ、たまたま観ていたものまね番組の「ものまね自慢大募集」のテロップが目に止まり、周囲の猛反対の中、ものまね芸人の道を歩み始めた。
2004年から2009年までものまねユニット「土浦ーズ」、2009年から2013年ごろまではお笑いコンビ「影武者X」の一員としても活動していた。
2022年12月17日放送のバラエティ番組『ザ・細かすぎて伝わらないモノマネ 2022』（フジテレビ）で披露した、誇張しないタモリのものまねでブレイク。
2023年4月29日放送の情報番組『ズームイン!!サタデー』（日本テレビ）に『森田一義アワー 笑っていいとも!』のテーマソングとともにタモリのそっくりさんとして出演。あまりにも似ていると、騙される視聴者も多数続出するほどの話題を呼んだ。
同年10月24日放送の『ものまねグランプリ2023ショートネタNo.1決定戦』でレッツゴーよしまさとタッグを組み、1000点満点中943点を叩き出し、全出場者組最高得点で優勝に輝いた。因みに準優勝だったイジリー岡田・神奈月ペアとも組んでおり、923点で準優勝だったため、出場したものまね芸人で唯一トップ1・2に輝いた芸人となった。
同年12月12日放送の『ものまねグランプリザ・トーナメント2023最強王座決定戦SP』でタモリがリスナーからの質問に答えるラジオ番組というネタを披露し、1回戦でレイザーラモンRG、Mr.シャチホコ、山寺宏一、友近の強敵を相手に特別審査員から3票を獲得し決勝進出。決勝では神奈月に敗れた。

## 人物
私生活では30歳の時に結婚し、息子が2人いる。
ものまねタレントとして活動しており、歌マネ・顔マネ・声マネのレパートリーは、タモリ、氣志團、GACKT、コブクロ、Mr.Children、秋川雅史、GLAY、ヤッターマン、北斗の拳、ちびまる子ちゃんなど。
第一興商が運用する業務用通信カラオケシリーズのDAMでは玉置浩二、氣志團、amazarashiなどのガイドボーカルを20曲ほど担当している。
GACKTのものまねがきっかけで、シングル『ありったけの愛で』のPVにエキストラとして出演している。
ブレイクのきっかけになったタモリのものまねについては、『ズームイン!!サタデー』で共演した鷲見玲奈が自身のInstagramに「そっくりすぎて感激」と念願の”いいともポーズ”をした写真とともに投稿をしている。

## ものまねレパートリー
- タモリ
- 所ジョージ
- 玉置浩二
- ATSUSHI
- 岡野昭仁
- 布袋寅泰
- ヒロシ
- 西城秀樹
- hyde
- 山崎まさよし
- 稲葉浩志
- 奥田民生
- 桑田佳祐
- さだまさし
- 田村正和
- 綾小路翔
- GACKT
- コブクロ
- 植木等
- 桜井和寿
- 秋川雅史
- TERU
- 北川悠仁
- 串田アキラ
- ムッシュ吉崎
- 甲本ヒロト
- 中村耕一
- 美輪明宏
- 森進一
- YOSHIKI
- 和田アキ子
- デューク更家
- ヤッターマン
- 北斗の拳
- ちびまる子ちゃん
- 機動戦士ガンダム
- ジャック・スパロウ

## 出演

### テレビ
- すイエんサー（NHK Eテレ）
- ものまねバトル（日本テレビ）
- 99プラス（日本テレビ）
- 行列のできる相談所（日本テレビ）
- エンタの神様（日本テレビ）
- 有吉反省会（日本テレビ）
- とんねるずみなさんのおかげでした 細かすぎて伝わらないモノマネ選手権（フジテレビ）
- スパフラ『赤っ恥大賞』（TBSテレビ） - 再現VTR、KABA.ちゃん役
- ズームイン!!サタデー（日本テレビ）
- オールスター感謝祭2022春（TBSテレビ）
- もてもてナイティナイン（TBSテレビ）
- ものまね紅白歌合戦（フジテレビ）
- ものまね王座決定戦（フジテレビ）
- ザ・細かすぎて伝わらないモノマネ（フジテレビ）
- アオハル（フジテレビ）
- 日曜芸人（テレビ朝日）
- イツザイ（テレビ東京）
- モノマネでもいいから聴きたい!昭和・平成の名曲ベスト55（テレビ東京）
- ものまね芸人がガチで選んだものまねランキング（テレビ東京）
- 内村のツボる動画（テレビ東京）
- 7.2新しい窓（ABEMA）
- OH!舞 DA PUMP!! エボリューション（ひかりTV）
- しゃべくり007（日本テレビ）
- ダウンタウンDX（読売テレビ）
- ものまねグランプリ（日本テレビ）
- 千鳥の鬼レンチャン（フジテレビ）

### テレビドラマ
- 心はロンリー気持ちは「…」FINAL（フジテレビ）[7]

### Vシネマ
- デコトラギャル・美菜
- 銀玉遊戯 パチンコクイーン・七瀬
- 極道 龍二

### MV
- GACKTシングル曲『ありったけの愛で』